# ستيفن خان
ستيفن خان (بالإنجليزية: Stephen Kahn)‏ هو لاعب كرة قاعدة أمريكي، ولد في 14 ديسمبر 1983 في فوليرتون في الولايات المتحدة.